# Air Kokshetau
АТ «Авіакомпанія» «Кокшетау» (каз. АҚ «Көкшетау Әуекомпаниясы» / AQ «Kökşetau Äuekompaniasy») — колишня казахстанська авіакомпанія, базовий аеропорт Кокшетау.
Входила в Список авіакомпаній з забороною на польоти в країни Євросоюзу.

## Історія
Авіакомпанія створена в 2002 році. У 2008 році державний пакет акцій авіакомпанії перейшла в комунальну власність Акмолинської області.
У 2008 році авіакомпанія припинила свою повітряну діяльність і в даний час займається лише обслуговуванням аеропорту «Кокшетау».

## Флот
На момент припинення повітряної діяльності у 2008 році флот включав:
- 2 × Іл-62
- 5 × Як-40